# Nikokreon (König)

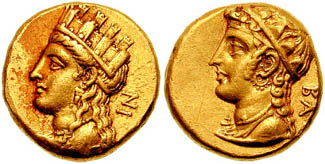

Nikokreon (altgriechisch Νικοκρέων Nikokréōn; † 311/310 v. Chr.) war ein König von Salamis auf Zypern. Er war Sohn und ab 332/31 v. Chr. Nachfolger des Pnytagoras. Er behauptete, von Aiakos abzustammen. Er war entweder Bruder des Trierarchen Nitaphon oder mit diesem identisch.
Nikokreon kämpfte mit Alexander dem Großen vor Tyros. 321 v. Chr. verbündete er sich mit Ptolemaios I. Das Bündnis wurde 315 v. Chr. erneuert. Zwei Jahre später machte Ptolemaios Nikokreon zum Strategen von Zypern und vergrößerte seine Machtbefugnisse, um einen mächtigen Verbündeten im Kampf gegen Antigonos I. Monophthalmos zu haben. Allerdings wurde Nikokreon damit zum Untergebenen des Ptolemäers. Bronzeschilde als Weihegeschenke des Nikokreon sind aus Argos, Delphi und von Delos bekannt. Auf Delos war Nikokreon Proxenos.
Nach Valerius Maximus hatte der Philosoph Anaxarchos Nikokreon an der Tafel Alexanders beleidigt, worauf dieser ihn foltern ließ. Um nicht durch die Folter zur Lüge gebracht zu werden, biss sich Anaxarchos die Zunge ab und spie sie bei einem Verhör dem König ins Gesicht, der ihn darauf hinrichten ließ. Ammianus Marcellinus erzählt diese Geschichte von dem Philosophen Zenon, was vermutlich auf einer Verwechslung beruht. Macrobius berichtet, dass Nikokreon bei Serapis anfragte, was für ein Gott er sei. Sollte die Frage echt sein, ist es die überlieferte Antwort jedoch nicht.
Nikokreon starb 311/10 v. Chr., indem er gemeinsam mit seiner Familie Selbstmord beging und von den Trümmern des niedergebrannten Palastes verschüttet wurde. Im Stil des um 350–300 v. Chr. tätigen griechischen Bildhauers Lysipp modellierte Toteneffigien, Totenbildnisse, fand Vassos Karageorghis im Kenotaph des Nikokreon. Sie stellen vermutlich den König und seine Familie dar. Um ihnen ein würdiges Begräbnis zu geben, ließen die Salaminier porträtähnliche Tonplastiken anfertigen, bei denen allerdings nur die sichtbaren Partien voll ausgeformt waren. Sie nahmen eine symbolische Brandbestattung vor und wölbten einen Grabhügel auf, der aber nicht die Leichen, sondern nur die Überreste der Toteneffigien barg. Die bei Diodor überlieferte Geschichte seines Endes bezieht sich auf Nikokles von Paphos.